# Chris Walker-Hebborn
Christopher James Walker-Hebborn (ur. 1 lipca 1990 w Enfield) – brytyjski pływak specjalizujący się w stylu grzbietowym, wicemistrz olimpijski w sztafecie 4 × 100 m stylem zmiennym, wielokrotny medalista mistrzostw świata i Europy.

## Kariera
W 2012 roku na igrzyskach olimpijskich w Londynie startował na dystansie 100 i 200 m stylem grzbietowym. W pierwszej z tych konkurencji z czasem 54,78 s zajął 20. miejsce, a na 200 m grzbietem uplasował się na 22. miejscu.
Rok później, podczas mistrzostw świata w Barcelonie z czasem 53,96 uplasował się na 12. miejscu na dystansie 100 m stylem grzbietowym. Na 200 m grzbietem był trzynasty (1:58,16).
Na mistrzostwach Europy na krótkim basenie uzyskał czas 50,44 na 100 m stylem grzbietowym i zajął trzecie miejsce ex aequo z Francuzem Camillem Lacourtem. Po dyskwalifikacji Witalija Mielnikowa przyznano mu srebrny medal.
Z mistrzostw Europy w 2014 roku wrócił z czterema medalami. Mistrzem Europy został na dystansie 100 m stylem grzbietowym oraz w sztafetach męskiej i mieszanej 4 × 100 m stylem zmiennym. Brąz wywalczył w konkurencji 50 m stylem grzbietowym. Brytyjska sztafeta mieszana płynąca w stylu zmiennym ustanowiła w finale nowy rekord świata (3:44,02).
W 2015 roku podczas mistrzostw świata w Kazaniu wraz z Adamem Peaty'm, Siobhan-Marie O’Connor i Francescą Halsall zdobył złoty medal w sztafecie mieszanej 4 × 100 m stylem zmiennym. Brytyjska sztafeta poprawiła jednocześnie rekord świata, uzyskawszy czas 3:41,71. Walker-Hebborn płynął też w męskiej sztafecie zmiennej 4 × 100 m, która uplasowała się na czwartym miejscu. W konkurencji 100 m stylem grzbietowym z czasem 53,02 zajął piąte miejsce. Kilka miesięcy później wywalczył dwa medale na mistrzostwach Europy na krótkim basenie w Netanji. Na dystansie 50 m stylem grzbietowym zdobył srebro, a na 100 m tym samym stylem brąz.
Podczas igrzysk olimpijskich w Rio de Janeiro wywalczył srebrny medal w sztafecie 4 × 100 m stylem zmiennym. Na dystansie 100 m stylem grzbietowym uzyskał czas 53,75 i nie zakwalifikował się do finału, zajmując ostatecznie 11. miejsce.
Na mistrzostwach świata w Budapeszcie zdobył srebrny medal w sztafecie zmiennej 4 × 100 m. Brytyjczycy ustanowili w finale tej konkurencji rekord swojego kraju.
5 września 2018 roku ogłosił zakończenie kariery sportowej.